# One Kiss
One Kiss ist ein Lied des britischen DJs und Musikproduzenten Calvin Harris und der britisch-albanischen Sängerin Dua Lipa, das am 6. April 2018 als Single über Columbia Records veröffentlicht wurde. Das Stück erschien später auch auf der sogenannten „Complete Edition“ von Dua Lipas Debütalbum Dua Lipa.

## Entstehung
Das Lied wurde von Calvin Harris und Dua Lipa zusammen mit der kanadischen Sängerin Jessie Reyez geschrieben und von Calvin Harris produziert.
Stilistisch ist das Lied eine Hommage an die House-Musik der 90er Jahre.

## Inhalt
Das Lied handelt von der Kraft eines Kusses: „Nur ein Kuss genügt schon, um dich in mich zu verlieben“, singt Dua Lipa.

## Musikvideo
Das dazugehörige Musikvideo wurde vom britischen Regisseur Emil Nava gedreht. Es erschien erstmals, einen Monat nach der Singleveröffentlichung, bei Apple Music am 2. Mai 2018. Einen Tag später folgte die Veröffentlichung auf YouTube. Auf der Videoplattform verzeichnete das Musikvideo im August 2025 über 969 Millionen Aufrufe.

## Kommerzieller Erfolg

### Chartplatzierungen
| ChartsChartplatzierungen       | Höchstplatzierung | Wochen |
| ------------------------------ | ----------------- | ------ |
| Deutschland (GfK)              | 1 (53 Wo.)        | 53     |
| Österreich (Ö3)                | 1 (26 Wo.)        | 26     |
| Schweiz (IFPI)                 | 2 (43 Wo.)        | 43     |
| Vereinigte Staaten (Billboard) | 26 (21 Wo.)       | 21     |
| Vereinigtes Königreich (OCC)   | 1 (63 Wo.)        | 63     |

| ChartsJahrescharts (2018)      | Platzierung |
| ------------------------------ | ----------- |
| Deutschland (GfK)              | 4           |
| Österreich (Ö3)                | 8           |
| Schweiz (IFPI)                 | 9           |
| Vereinigte Staaten (Billboard) | 68          |
| Vereinigtes Königreich (OCC)   | 1           |

| ChartsJahrescharts (2019)    | Platzierung |
| ---------------------------- | ----------- |
| Vereinigtes Königreich (OCC) | 70          |

| ChartsJahrescharts (2010–2019) | Platzierung |
| ------------------------------ | ----------- |
| Vereinigtes Königreich (OCC)   | 38          |

### Auszeichnungen für Musikverkäufe
| Land/Region                  | Auszeichnungen für Musikverkäufe (Land/Region, Auszeichnung, Verkäufe) | Verkäufe   |
| ---------------------------- | ---------------------------------------------------------------------- | ---------- |
| Australien (ARIA)            | 9× Platin                                                              | 630.000    |
| Belgien (BRMA)               | 2× Platin                                                              | 60.000     |
| Brasilien (PMB)              | 3× Diamant                                                             | 480.000    |
| Dänemark (IFPI)              | 3× Platin                                                              | 270.000    |
| Deutschland (BVMI)           | 2× Platin                                                              | 800.000    |
| Frankreich (SNEP)            | Diamant                                                                | 333.333    |
| Griechenland (IFPI)          | Platin                                                                 | 20.000     |
| Italien (FIMI)               | 3× Platin                                                              | 150.000    |
| Kanada (MC)                  | 3× Platin                                                              | 240.000    |
| Mexiko (AMPROFON)            | Diamant · + 4× Platin                                                  | 540.000    |
| Neuseeland (RMNZ)            | 5× Platin                                                              | 150.000    |
| Norwegen (IFPI)              | 2× Platin                                                              | 120.000    |
| Österreich (IFPI)            | 2× Platin                                                              | 60.000     |
| Polen (ZPAV)                 | Diamant                                                                | 100.000    |
| Portugal (AFP)               | 5× Platin                                                              | 50.000     |
| Schweiz (IFPI)               | 3× Platin                                                              | 60.000     |
| Spanien (Promusicae)         | 4× Platin                                                              | 240.000    |
| Vereinigte Staaten (RIAA)    | 4× Platin                                                              | 4.000.000  |
| Vereinigtes Königreich (BPI) | 6× Platin                                                              | 3.600.000  |
| Insgesamt                    | 58× Platin · 6× Diamant ·                                              | 11.903.333 |

Hauptartikel: Dua Lipa/Auszeichnungen für Musikverkäufe